# Kanton Le Tonnerrois
Le Tonnerrois is een kanton van het Franse departement Yonne. Het kanton maakt deel uit van het arrondissement Avallon. Het telt 12.652 inwoners in 2018.

Het kanton Le Tonnerrois werd gevormd ingevolge het decreet van 13 februari 2014 met uitwerking op 22 maart 2015. 

## Gemeenten
Het kanton omvat volgende 52 gemeenten :
- Aisy-sur-Armançon
- Ancy-le-Franc
- Ancy-le-Libre
- Argentenay
- Argenteuil-sur-Armançon
- Arthonnay
- Baon
- Bernouil
- Chassignelles
- Cheney
- Collan
- Cruzy-le-Châtel
- Cry
- Dannemoine
- Dyé
- Épineuil
- Flogny-la-Chapelle
- Fulvy
- Gigny
- Gland
- Jully
- Junay
- Lézinnes
- Mélisey
- Molosmes
- Nuits
- Pacy-sur-Armançon
- Perrigny-sur-Armançon
- Pimelles
- Quincerot
- Ravières
- Roffey
- Rugny
- Saint-Martin-sur-Armançon
- Sambourg
- Sennevoy-le-Bas
- Sennevoy-le-Haut
- Serrigny
- Stigny
- Tanlay
- Thorey
- Tissey
- Tonnerre
- Trichey
- Tronchoy
- Vézannes
- Vézinnes
- Villiers-les-Hauts
- Villon
- Vireaux
- Viviers
- Yrouerre